# This Happy Feeling
Acest sentiment fericit (titlu original: This Happy Feeling) este un film american de comedie romantică din 1959 sau din 1958 regizat de Blake Edwards. Este adaptat după piesa de teatru a lui F. Hugh Herbert, For Love or Money. Rolurile principale au fost interpretate de actorii Debbie Reynolds, Curd Jürgens și John Saxon.

## Distribuție
- Debbie Reynolds: Janet Blake
- Curd Jürgens: Preston Mitchell
- John Saxon: Bill Tremaine[7]
- Alexis Smith: Nita Hollaway
- Mary Astor: Miss Tremaine[8][9]
- Estelle Winwood: Mrs. Early
- Troy Donahue: Tony Manza
- Hayden Rorke: Mister Booth
- Gloria Holden: Miss Dover
- Alex Gerry: Mister Dover
- Joe Flynn: Doctor McCafferty